# Глушин
Глу́шин — село в Україні, у Бродівській міській громаді Золочівського району Львівської області. Глушин разом з селами Пониковиця, Голосковичі, Ковпин Ставок, Косарщина, Суходоли до 2020 року були підпорядковані Пониковицькій сільській раді, нині всі села колишньої Пониковицької сільської ради підпорядковані Бродівській міській громаді. Населення становить близько 276 осіб.

## Географія
Село Глушин розташоване на відстані 99 км від обласного центру, 35 км від районного центру, 8 км від центру громади, що проходять автошляхами обласного та місцевого значення. За 7 км знаходиться найближча залізнична станція Пониковиця.

## Населення

### Мова
За даними всеукраїнського перепису населення 2001 року в селі мешкало 276 осіб:
| українська | 276 | 100,00 |

## Історія
Село Глушин має багату історію.
Невелика дерев'яна церква Успіння Пресвятої Богородиці, збудована у 1920 році та суцільно була оббита бляхою. Станом на початок 1938 року, згідно з опублікованим того року шематизмом Львівської архиєпархії, церква в селі Глушин була дочірньою до церкви у Голосковичах, а парохом церкви був о. Іларіон Фенчинський.
За часів перебування Української греко-католицької церкви у підпіллі, люди молилися у чинних церквах навколишніх сіл та у приватних оселях. У 1946—1961 роках парафію села Глушин обслуговували священики села Пониковиця, оскільки церква була дочірньою. У 1962–1991 роках церква була закрита. Після виходу УГКЦ з підпілля в селі у вересні 1991 року утворилося громади Української греко-католицької церкви та Української православної церкви Київського патріархату.
У старій церкві у 1991–1994 роках служили: о. Володимир Дітчик, о. Михайло Грицишин, о. Василь Козак, о. Михайло Підлубний, о. Юрій Бешлей, о. Ігор Балук, о. Петро Чаплюк.
У 1993 році з благословення владики Володимира Стернюка розпочалося будівництво нової церкви. У 1995 році вірні Української греко-католицької церкви перейшли до новозбудованого храму, а 1996 року правлячий архієрей Сокальсько-Жовківської єпархії УГКЦ владика Михайло Колтун освятив новозбудований храм.
Нині при церкві діють вівтарна дружина і братство «Апостольство молитви», організовуються прощі до святих місць у Зарваниці, Крехові, Уневі.
У 2010 році зовнішні стіни церкви були оббиті пластиковою вагонкою.
Наприкінці грудня 2019 року релігійна громада Української православної церкви Київського патріархату парафії Успіння Пресвятої Богородиці села Глушин перейшла до ПЦУ.
12 червня 2020 року, відповідно до розпорядження Кабінету Міністрів України № 718-р «Про визначення адміністративних центрів та затвердження територій територіальних громад Львівської області», село увійшло до складу Бродівської міської громади. 19 липня 2020 року, в результаті адміністративно-територіальної реформи та ліквідації Бродівського району, село увійшло до складу новоствореного Золочівського району.

## Відомі люди
- Безпалків Роман Михайлович — український живописець.
- Гаєк Андрій Микитович (1873—1949) — український співак (тенор).
- Гром'як Роман Теодорович — український літературознавець, літературний критик, доктор філологічних наук, професор.
- Крутяк Йосип Петрович — солдат Збройних сил України, учасник російсько-української війни (2014-2019).
- Матвійчук Микола Михайлович — учасник визвольних змагань, референт розвідки Крайової Екзекутиви ОУН ЗУЗ.

## Галерея

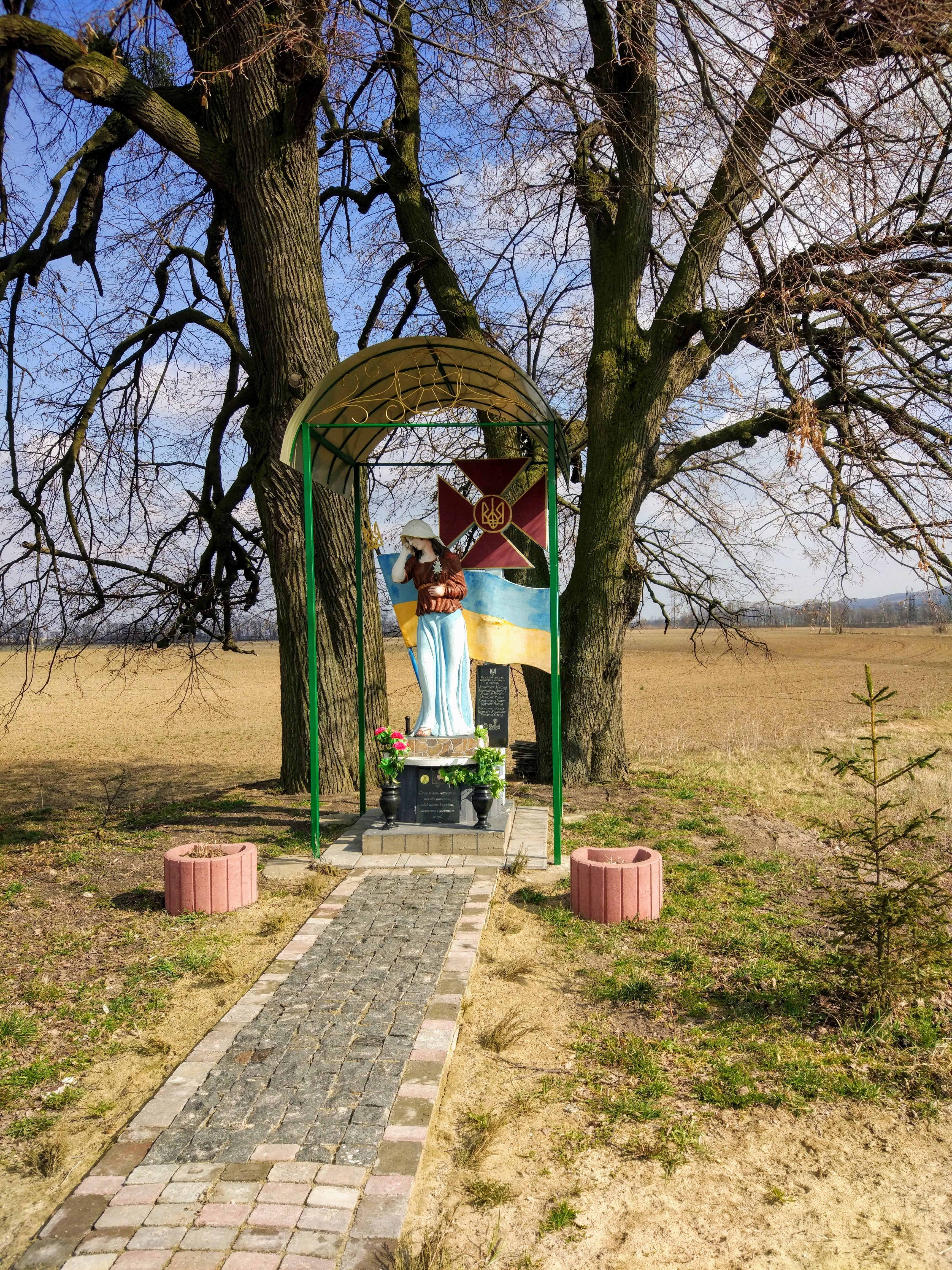
Пам'ятний знак загиблим українським військовим